# The Birthday Massacre

Logotipo da banda

The Birthday Massacre é uma banda canadense de rock eletrônico, formada em 1999 em London, Ontário, atualmente sediada em Toronto. A formação atual é composta pela vocalista Sara 'Chibi' Taylor, os guitarristas Rainbow e Michael Falcore, o tecladista Owen, o baterista Philip Elliot e o baixista Brett Carruthers. Chibi, Rainbow e Falcore são os únicos membros constantes desde a formação original.
A banda lançou nove álbuns de estúdio: Nothing and Nowhere (2002), Violet (2005), Walking With Strangers (2007), Pins and Needles (2010), Hide and Seek (2012), Superstition (2014), Under Your Spell (2017), Diamonds (2020) e Fascination (2022). Além disso, a banda também lançou um DVD chamado Blue (2005), o álbum ao vivo e DVD Show and Tell (2009), o álbum demo Imagica e os EPs Violet (2004), Looking Glass (2008) e Imaginary Monsters (2011).

## História

### Mudança de nome
O grupo era inicialmente conhecido como Imagica, inspirado no romance de fantasia Imajica (1991) de Clive Barker. Em 2002 eles mudaram o nome para The Birthday Massacre após uma de suas músicas anteriores, a fim de evitar confusão com outro grupo. Devido à mudança de nome, a música "The Birthday Massacre" de suas primeiras demos foi renomeada para "Happy Birthday".

### Início (1999 - 2000)
O grupo se originou em London, Ontário, com os membros usando pseudônimos e apelidos em vez de seus nomes reais. A formação original do grupo foi formada quando Michael Rainbow conheceu Sara 'Chibi' Taylor no Fanshawe College, que estava estudando no mesmo programa de artes plásticas. Rainbow recrutou o amigo de infância Michael Falcore para se juntar na guitarra; eles já estavam gravando música juntos no ensino médio. A banda originalmente consistia por: Chibi, Rainbow, Michael Falcore e J. Aslan. Dank tocou teclado ao vivo e O.E. entrou no grupo como baterista para tocar ao vivo. Foi lançado uma demo com sete músicas.

### 2001 - 2004:Nothing and NowhereeViolet
Em 2001, Dank saiu do grupo. Em julho de 2002 a banda lançou um disco limitado conhecido como Nothing and Nowhere. Em 2003, Adm entrou para a banda tocando teclado ao vivo e Rhim na bateria. Em 20 de Julho de 2004, The Birthday Massacre lançou um EP conhecido como Violet, que mais tarde viria a ser um álbum, com uma versão remasterizada e expandida, incluindo uma versão em Digipack. No fim desse ano, a banda relança o álbum Nothing and Nowhere. Posteriormente o integrante Adm deixou a banda para cuidar de seus projetos paralelos.
Em 2005, a banda assinou com a Metropolis Records e lançou Violet nos Estados Unidos, Canadá, Reino Unido e na América do Sul. Também em agosto, um DVD que consistia de um videoclipe para a faixa "Blue". Ele Também incluía bastidores de shows, entrevistas, uma performance de estúdio para a faixa "Nevermind", além de performances ao vivo das faixas "Violet" e "Video Kid".
No começo de 2006, o Birthday Massacre fez uma turnê na América do Norte, tocando através do Canadá, Estados Unidos e no México em sua tour Broken Minds. Eles Também Tocaram na Europa no verão de 2006.

### 2007 - 2009:Walking With StrangerseShow and Tell
Em Junho de 2007, a banda anunciou que estavam trabalhando em um novo álbum com o produtor/diretor canadense Dave Ogilvie. A  versão demo do primeiro single, "Kill the Lights", foi lançada no Vampirefreaks e no MySpace em 1º de Janeiro de 2007.

Em 11 de setembro de 2007 a banda lançou o álbum Walking With Strangers na América do Norte, entrando na posição #10 da Billboard Top Heatseekers. O álbum foi lançado na Europa em 21 de setembro e no Reino Unido em 22 de outubro de 2007. A banda excursionou pela Europa e Reino Unido e durante uma performance em Hamburgo, uma equipe de cinema filmou a performance da banda, uma gravação que mais tarde se tornaria o Show and Tell. A filmagem principal do vídeo de "Looking Glass" teve lugar em 10 e 11 fevereiro de 2008 dirigido por Dan Ouellette. Extras foram obtidos a partir da base de fãs e todas as 35 máscaras eram artesanais. O vídeo de "Looking Glass" foi lançado no canal oficial do YouTube da banda em 1 de abril de 2008 e distribuída como um arquivo de dados de vídeo no EP Looking Glass, que foi lançado em maio de 2008. Continha vários remixes de artistas eletrônicos, tais como Dean Garcia, Jamie Miller e Dave Ogilvie. A partir de junho, a banda embarcou em uma turnê americana grande, abrindo para Mindless Self Indulgence e compartilhou shows com Julien-K, London Zombie, London After Midnight e Combichrist. Eles ainda entraram em turnê na América com bandas como Hollowboy Tub Ring e Creature Feature. Em novembro de 2008 a banda saiu em turnê na Austrália pela primeira vez. 

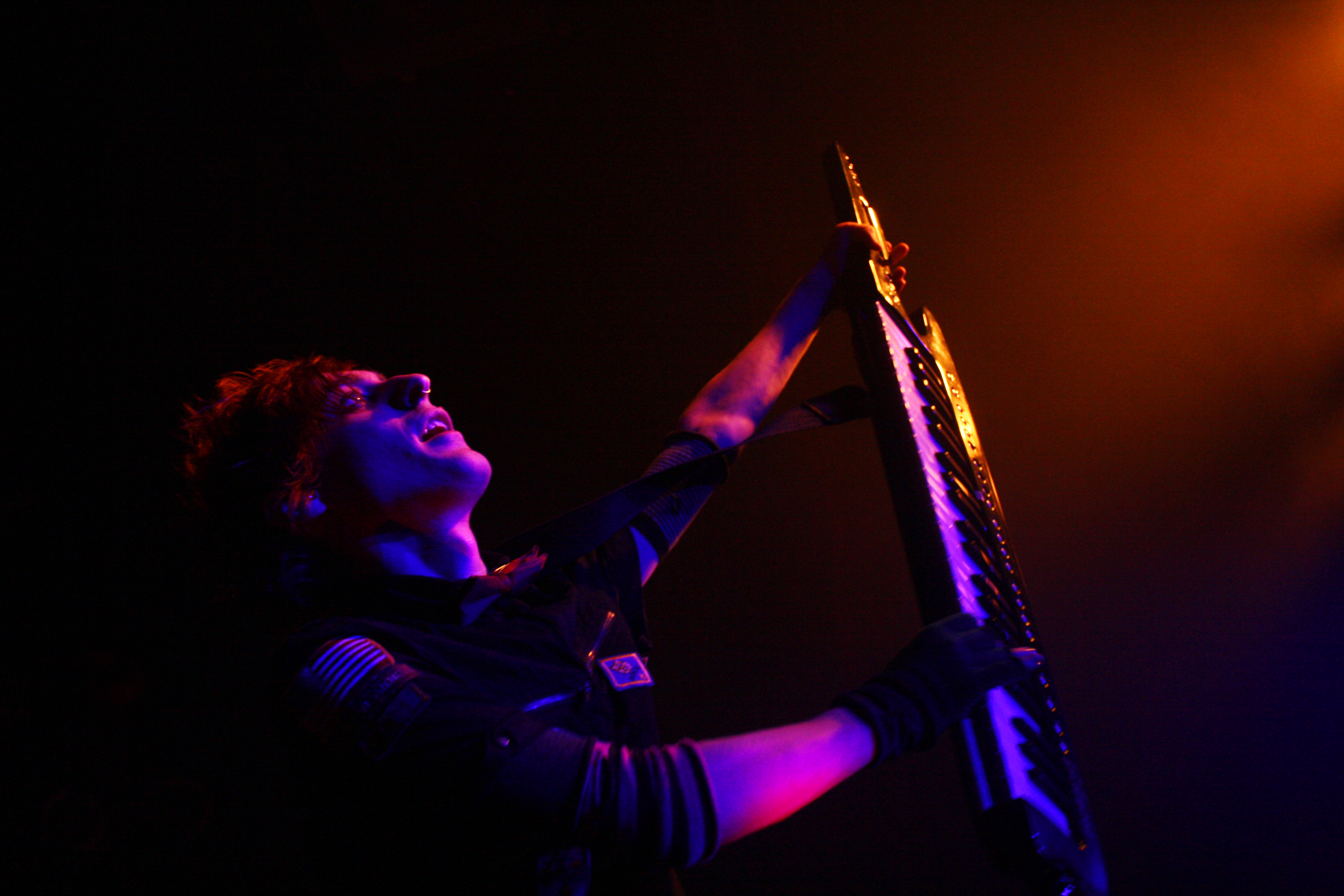
Owen tocando keytar durante uma apresentação da banda no Mod Club em Toronto, Ontário, em maio de 2009

Em 5 de maio de 2009, a banda lançou o trabalho ao vivo intitulado Show And Tell, com 16 faixas ao vivo de seu show em Hamburgo, Alemanha, que ocorreu durante a sua Walking With Strangers European Tour em 2007. O DVD do show foi lançado em 2 de outubro de 2009 na Europa e na América do Norte. A vocalista Chibi pode ser ouvida nos segundos iniciais do show dizendo "Olá a todos!". Durante a primavera e o verão de 2009, a banda saiu em turnê com as bandas I Am Ghost e Dommin na América do Norte e Europa. No final de julho de 2009, a banda foi destaque em um concurso chamado The Book Band, da Virgin Mobile Festival, que permitiu que os fãs votassem várias vezes. Em 17 de agosto, o The Birthday Massacre foi declarada como banda vencedora do concurso e foi dado 100 bilhetes para distribuir para a maioria dos fãs que votaram para a banda. Eles tocaram no festival em 30 de agosto de 2009, realizada no Merriweather Post Pavilion, em Columbia, MD. Chibi declarou em uma entrevista que "a banda não é capaz de escrever enquanto está em turnê, a banda teve um ano de folga para escrever e gravar um novo álbum".

### Pins and NeedleseImaginary Monsters(2010-2012)
No início de julho de 2010, a banda lançou o vídeo "In The Dark", que foi dirigido por Michael Falcore e Gudiño Rodrigo, fundador e editor da revista Rue Morgue. Ele estreou em 28 de agosto desse mesmo ano, como parte do Festival Rue Morgue of Fear e foi lançado ao público em geral no YouTube em 07 de setembro de 2010. O vídeo é uma homenagem ao A Nightmare on Elm Street, Legend, entre outros filmes de terror e fantasia.
Em 14 de setembro de 2010, o The Birthday Massacre lança o álbum Pins and Needles que foi gravado em Toronto, mostrando uma sonoridade mais pesada. A capa do álbum foi criada por Vincent Marcone, bem como contribuições de arte de Natalie Shau e Aslan.

A banda fez turnê pelos Estados Unidos abrindo para a banda Otep. Em novembro, eles continuaram em turnê na América com Black Veil Brides, Aural Vampire e Dommin como co-headliner. A banda também fez uma mudança na formação, adicionando Nate Manor para substituir OE no baixo. O setlist da tour foi caracterizado por 5 a 6 faixas de Pins and Needles, com "Always" e "Midnight" durante shows diferentes. O ano de 2010 também viu o lançamento do novo site da banda criado por Owen, do grupo. Mais tarde naquele ano, Owen também co-criou uma tira de quadrinhos chamada "Disappointing Monsters".

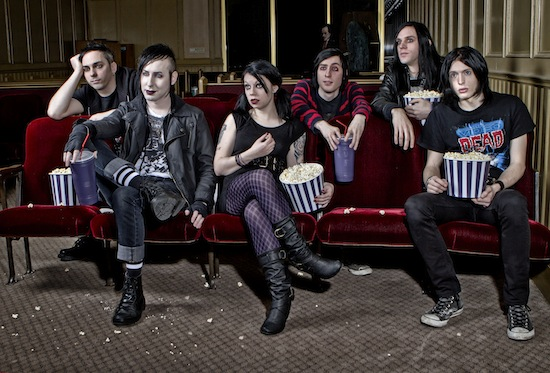
Foto promocional da banda em 2011. Da esquerda para direita: Rhim, Rainbow, Chibi, Owen, Nate Manor e Michael Falcore.

No início de 2011, a banda tocou na Opera House, como parte da JUNOFEST. Em 21 de maio de 2011, o The Birthday Massacre anunciou que Imaginary Monsters seria lançado em 09 de agosto de 2011, através da Metropolis Records. Mais tarde, foi anunciado que a banda seria o ato de apoio para uma próxima turnê norte-americana para a banda de metal japonesa Dir En Grey no início de dezembro. Em 04 de agosto de 2011 a banda divulgou o EP de Imaginary Monsters na íntegra, no seu perfil do Myspace. O EP inclui remixes de faixas de seu álbum de 2010, Pins and Needles, bem como outras canções inéditas como "Forever", além do vídeo de "In The Dark". Em 29 de novembro de 2011, a banda embarcou em uma pequena turnê como atração principal em todo Sudeste dos Estados Unidos.

### Hide and Seek(2012)
Hide and Seek foi gravado entre janeiro e julho de 2012 e foi lançado em 9 de outubro de 2012. A banda estava em turnê do novo álbum no início de dezembro de 2012, com William Control, Aesthetic Perfection e Creature Feature. Uma faixa instrumental intitulado "Night Shift" foi disponibilizado como um download gratuito em Rue Morgue. De acordo com o guitarrista Rainbow, a faixa é uma homenagem as trilhas sonoras dos filmes de John Carpenter, e será usado como música de introdução da banda durante a sua turnê norte-americana. Em 16 de outubro de 2012, Hide and Seek foi lançado e foi recebido calorosamente pelos fãs e os críticos, estreando em "138" no Billboard 200.
De acordo com a página oficial da banda no Facebook em 30 de janeiro de 2013, The Birthday Massacre anunciou oficialmente que eles estariam trabalhando em um novo álbum.

### Superstition(2014)
Em meados de 2013, a banda anunciou oficialmente que eles estavam trabalhando em um novo álbum. Em 05 de fevereiro de 2014, a banda anunciou que seu próximo álbum iria ser parcialmente financiado por um projeto de crowdfunding em cooperação com a sua gravadora, Metropolis Records. O projeto foi lançado no dia 07 de fevereiro de 2014. Em menos de 24 horas, a banda foi capaz de cumprir seu objetivo. O projeto foi a primeira vez que os fãs foram capazes de transmitir seus pensamentos e opiniões com a banda em relação ao álbum enquanto a produção do álbum progredia. Em 30 de julho de 2014, foi revelado pelo empresário da banda via Facebook que o novo álbum foi chamado de Superstition. O álbum foi lançado na data de 11 de novembro de 2014, possuindo dois singles, "Beyond" lançado em novembro de 2014 e a própria faixa-título do álbum, "Superstition", lançado em setembro de 2015. Em Superstition, além da estética sombria, a banda mostrou ainda mais influências da new wave e do synth-pop em canções como "Diaries" e "Oceania". Em 29 de Junho de 2014, via Pledgemusic, o empresário da banda Terry McManus anunciou uma turnê norte-americana no outono de 2014, uma turnê pelo Brasil no final de janeiro de 2015 e uma turnê pelo Reino Unido a partir de fevereiro de 2015.

### Imagica(2016)
A banda relançou as demos do Imagica em uma compilação remasterizada com qualidade melhorada. Foram as primeiras gravações feitas pela banda entre 1999 e 2001 enquanto ainda se chamava Imagica. O compilado possui 3 faixas inéditas, duas dentre elas são covers, "Open Your Heart" de Madonna e "From Out of Nowhere" de Faith no More

### Under Your Spell(2017)

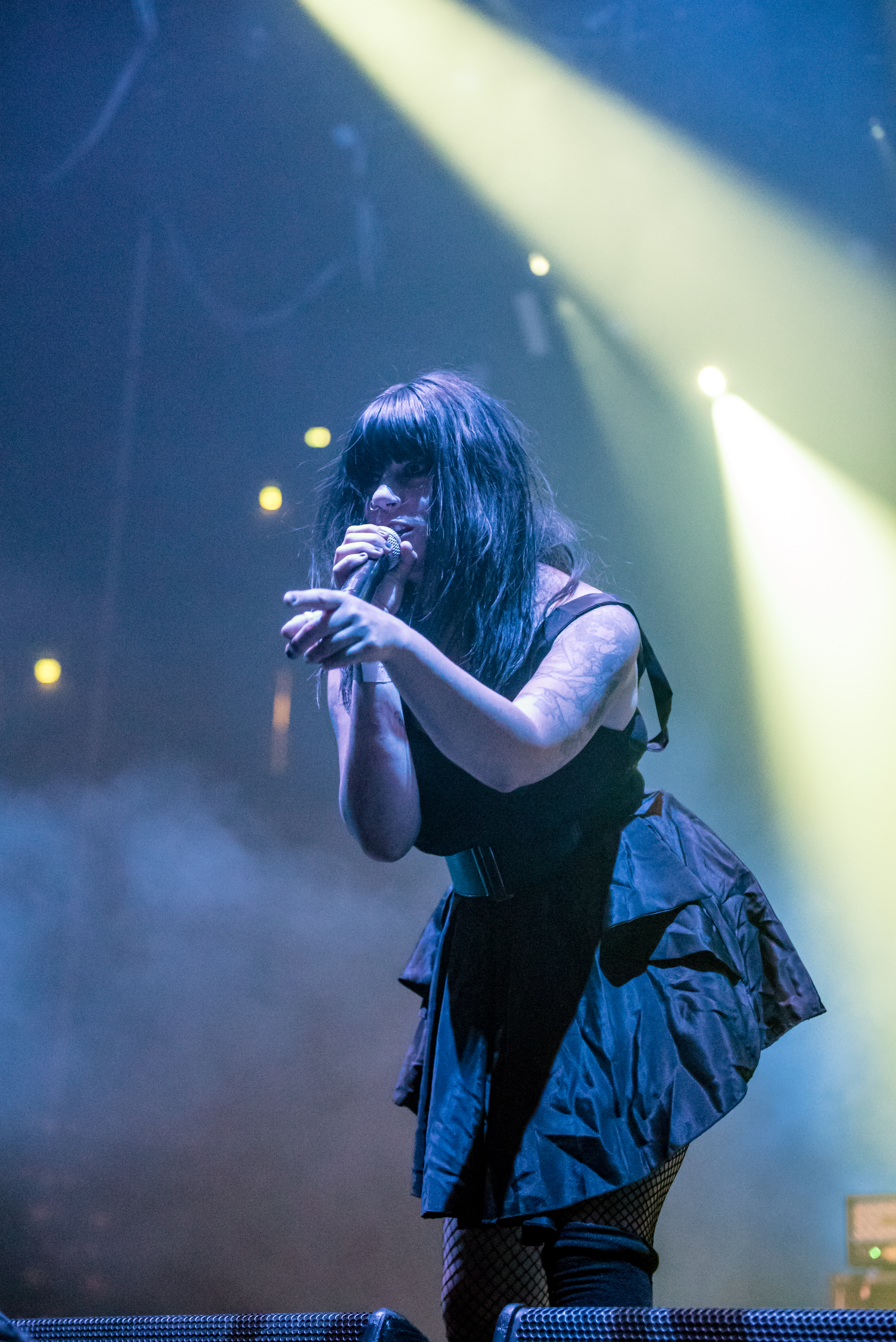
A vocalista Chibi durante um concerto da banda em 2015

Ao final de 2016, a banda entra em estúdio para gravar o seu sétimo álbum. Novamente com a campanha Pledge (site de financiamento coletivo), a banda oferece discos autografados, livros, posters e outras coisas em troca da contribuição. Segundo o site da Metropolis Records, Under Your Spell é o registro mais íntimo e emotivo da banda até então. É um álbum muito cativante, com uma pegada nostálgica dos anos 80, guitarras eletrônicas e agressivas fundidas com progressões melódicas sombrias e cinematográficas. Under Your Spell é uma mistura de sons dos registros anteriores da banda, e resulta numa coleção de canções profundamente pessoal e envolvente. O álbum foi lançado em 9 de junho de 2017, antes do lançamento, a banda disponibilizou algumas faixas para os fãs apreciarem.

### Diamonds(2020)
Em 5 de abril de 2019, a banda anunciou no Facebook que seu próximo álbum seria lançado em março de 2020 e que usariam o crowdfunding novamente de alguma forma. Em 1 de janeiro de 2020, a banda anunciou no Facebook que o álbum se chamaria Diamonds. Diamonds foi lançado em 27 de março de 2020 e consiste em nove faixas. Em 23 de janeiro de 2020, a banda lançou o primeiro single de Diamonds intitulado "The Sky Will Turn".
A banda anunciou mais tarde que faria shows de abertura para o Nightwish nos dias 11 e 12 de setembro de 2020 no Hollywood Palladium em Los Angeles, ao lado de Apocalyptica.

## Características musicais e influências
O logotipo da banda, Bunny, apareceu pela primeira vez em seu antigo site Nothingandnowhere.com. A temática do grupo geralmente envolve cores como lilás, púrpura, violeta e temas de fantasia sombria, infância e terror. Ao longo de sua carreira, a banda manteve uma sonoridade gótica, eletrônica e industrial. A atmosfera da banda remete principalmente aos teclados e sintetizadores da década de 1980, adicionando efeitos industriais e riffs agressivos de guitarra. Seu estilo também é conhecido por evocar uma atmosfera mística, infantil e nostálgica, ao mesmo tempo densa, melancólica e sombria. A respeito da sonoridade, a vocalista Chibi relacionou com o nome da banda, afirmando: 
Meio que funciona bem para o tipo de música que fazemos. É meio que um contraste entre as duas palavras, sabe? (aniversário e massacre). Luz e escuridão. Bonito e ruim.
 A sonoridade da banda tem sido associada a estilos como synth rock (rock eletrônico), new wave, dark wave, synth-pop, electrogótico e rock gótico, as vezes incorporando elementos mais pesados de rock industrial, metal industrial e metal alternativo. A sonoridade da banda também foi descrita como: "tudo que vai desde a new wave até o rock eletrônico e nu metal".
A banda possui influências de grupos como Jack Off Jill, Switchblade Symphony, Nine Inch Nails, Skinny Puppy, Depeche Mode e The Cure, e já expressou algumas de suas influências e artistas favoritos em seus covers e redes sociais como Aural Vampire, Deadsy, The Faint, Tub Ring, Creature Feature, Julien-K, Curve, Mindless Self Indulgence, The Knife, Marilyn Manson, Madonna e Faith no More.

### Letras
Quando questionado em uma entrevista em vídeo pela TasteitTV sobre ter que se conformar à sociedade, o guitarrista Rainbow disse: "...Muitas das inspirações e temas das nossas letras, e até mesmo nas imagens, são meio que da infância, e você sabe aquela perspectiva de quando você é mais jovem... você perde um pouco daquele senso de admiração e mistério, que é realmente inspirador e te dá muita energia quando você é mais jovem." A vocalista Chibi completou dizendo: "Você tem que ser um adulto, e você tem que se conformar de certas maneiras porque você tem responsabilidades agora, enquanto quando você era criança, tudo que você tinha que fazer era brincar e deitar na grama, entende o que eu quero dizer?".

## Integrantes
Membros
- Sara "Chibi" Taylor – vocal (1999–presente)
- Rainbow – guitarra rítmica, programação, vocal de apoio (1999–presente)
- Michael Falcore – guitarra solo, programação (1999–presente)
- Owen Mackinder – teclado, sintetizador, keytar (2004–presente)
- Philip Elliott – Bateria (2017–presente)
- Brett Carruthers - Baixo (2020 - presente), teclados ao vivo (outono de 2004)

Ex-membros
- Dank – teclado (1999–2001)
- Adm – teclado (2002–2004)
- Aslan – baixo (1999–2007)
- O.E. – vocal de apoio, baixo (2007–2010), bateria (2001–2003)
- Rhim – Bateria (2003–2020)
- Nate Manor - Baixo (2010–2020)

## Discografia
Álbuns de estúdio
- Nothing & Nowhere (2002)
- Violet (2005)
- Walking with Strangers (2007)
- Pins and Needles (2010)
- Hide and Seek (2012)
- Superstition (2014)
- Under Your Spell (2017)
- Diamonds (2020)
- Fascination (2022)
- Pathways (2025)

EPs
- Violet (2004)
- Looking Glass (2008)
- Imaginary Monsters (2011)

Compilações
- Imagica (2016)

Álbuns ao vivo
- Show and Tell (2009)

Demos (como Imagica)
- Imagica (Demo 1) (2000)
- Imagica (Demo 2) (2001)

DVDs
- Blue (2005)
- The Birthday Massacre 2006 Bootleg DVD (2006)
- Show and Tell (2009)

### Colaborações
(A banda já contribuiu com remixes em músicas de outros artistas):
- Vocais de Chibi no "Nights of the New" por Vanity Beach
- EBM Remix de "Video Kid" do The Birthday Massacre no "This is Neo-Goth" compilation CD.
- "Fallen Hero" por Funker Vogt remixado por Rainbow
- "Straight To Video" por Mindless Self Indulgence "Dramaclub Remix" de Rainbow, O-En e Falcore[21]
- Remix de "Make a Star" de Dope Stars Inc. do EP Make a Star.
- Remix de "Last Daze" de Left Spine Down do álbum Fighting for Voltage
- Remix de "Hillside" de Lost Children do álbum Spectres